# 1855 en philosophie
Chronologie de la philosophie
- 1851
- 1852
- 1853
- 1854
- 1855
- 1856
- 1857
- 1858
- 1859

L’année 1855 a été marquée, en philosophie, par les événements suivants :

## Publications
- Éléments métaphysiques de la doctrine de la vertu (seconde partie de la Métaphysique des mœurs), suivis d'un Traité de pédagogie et de divers opuscules relatifs à la morale d'Emmanuel Kant, à Paris, dans la traduction de Jules Barni ; le Traité de pédagogie figure pages 185 à 248.
- Éliphas Lévi fonde avec Fauvety et Lemonnier la Revue philosophique et religieuse qui paraît jusqu'en 1857 dans laquelle il écrit de nombreux articles sur la kabbale.

## Naissances
- 28 avril : John Henry Muirhead, philosophe britannique, mort en 1940.
- 4 novembre : William Ritchie Sorley, philosophe écossais, mort en 1935.

## Décès
- 1er juillet : Antonio Rosmini, théologien catholique et philosophe italien, né en 1797.
- 11 novembre : Søren Kierkegaard, philosophe danois, né en 1813.